# Protea królewska
Protea królewska (Protea cynaroides) – gatunek rośliny z rodziny srebrnikowatych (Proteaceae Juss.). Występuje w Afryce Południowej. Stanowi jeden z elementów godła Południowej Afryki.

## Morfologia
PokrójZimozielony krzew o wysokości do 1,5 m.
KwiatyZebrane w duże, miseczkowate kwiatostany o średnicy do 30 cm. Otoczone są szerokimi, różowymi podsadkami. Kwiaty są silnie owłosione.
LiścieSkórzaste, owalne, błyszczące, o długości do 15 cm. Wyrastają na długich, czerwonych ogonkach liściowych.

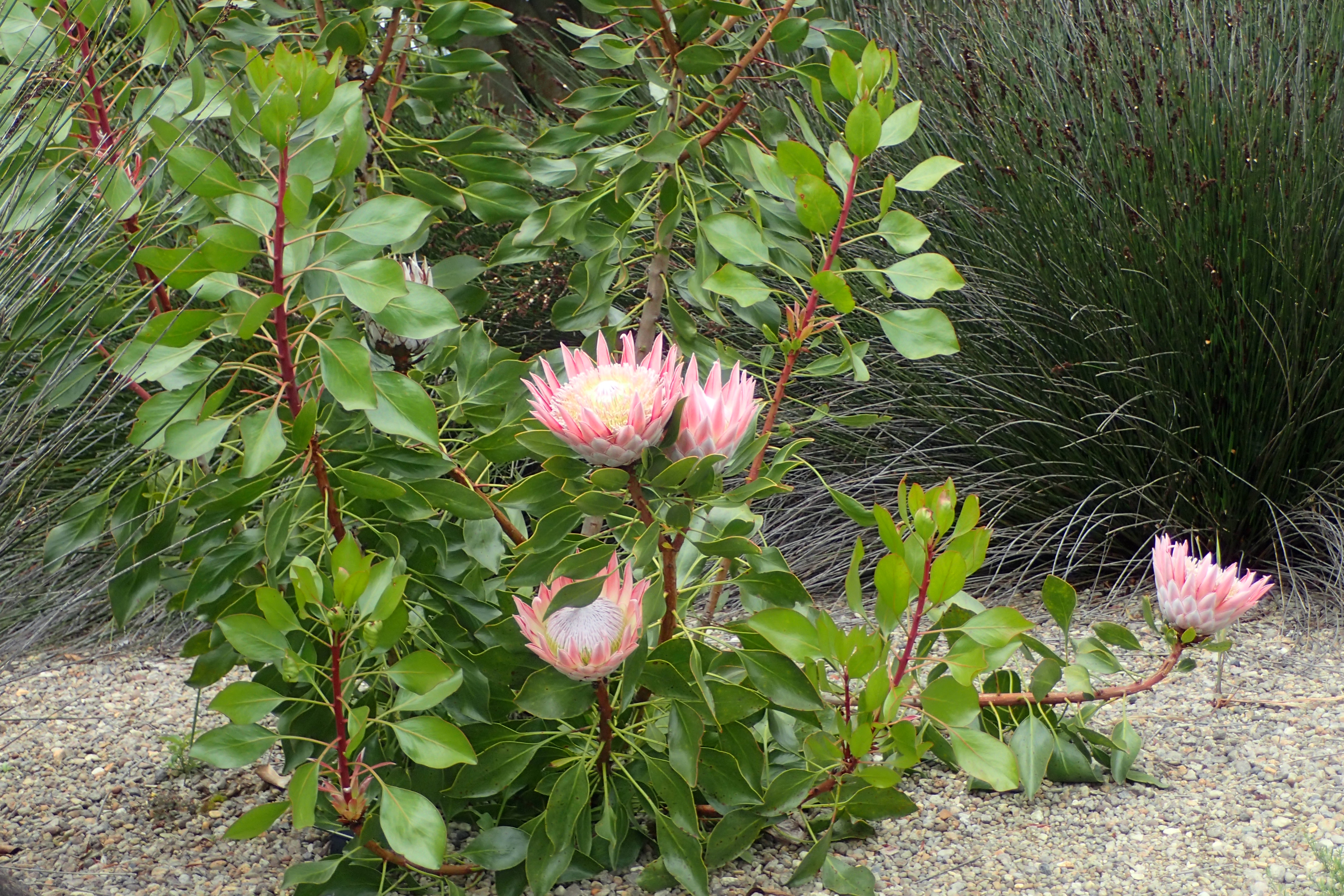
Pokrój
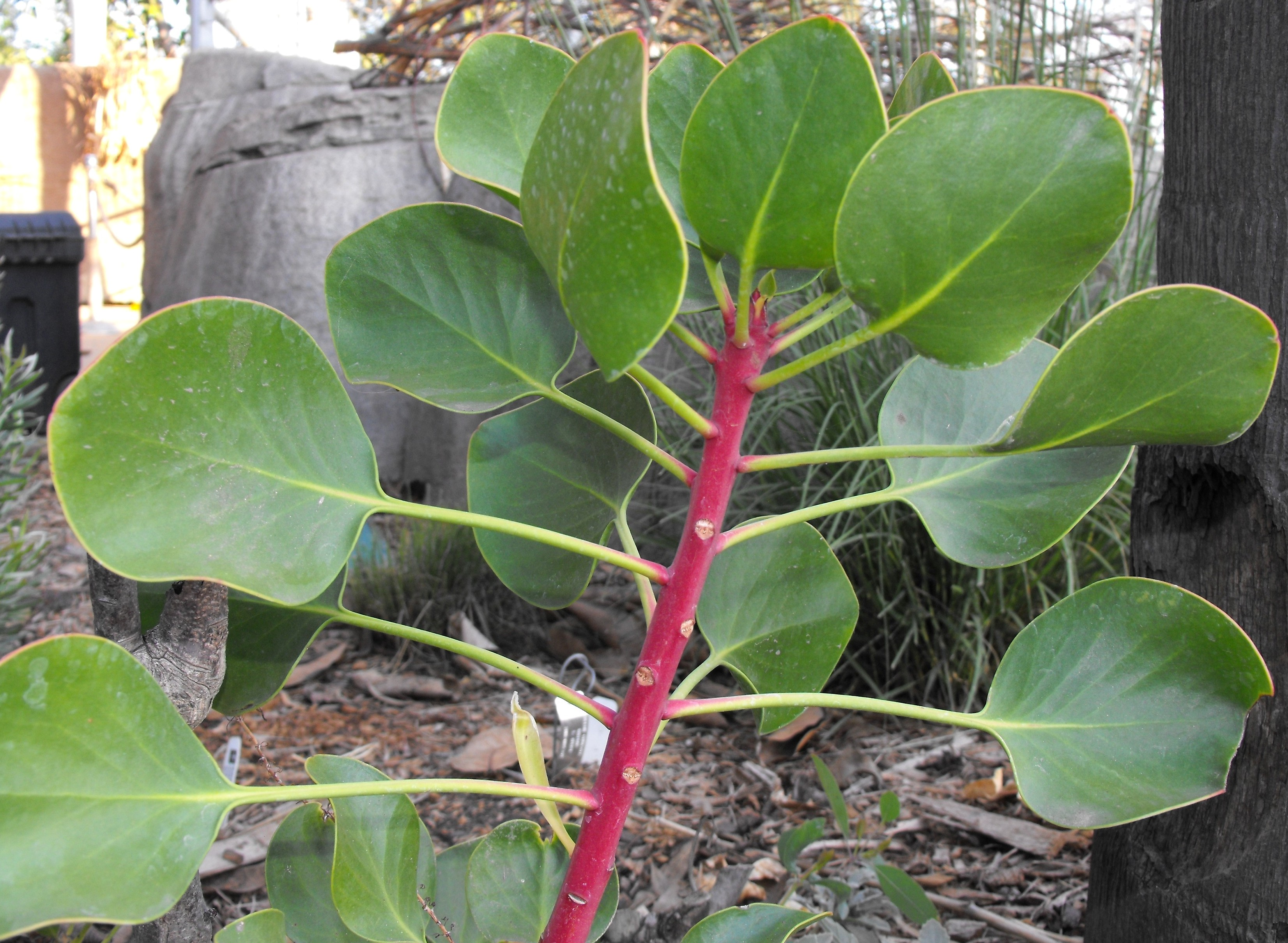
Liście
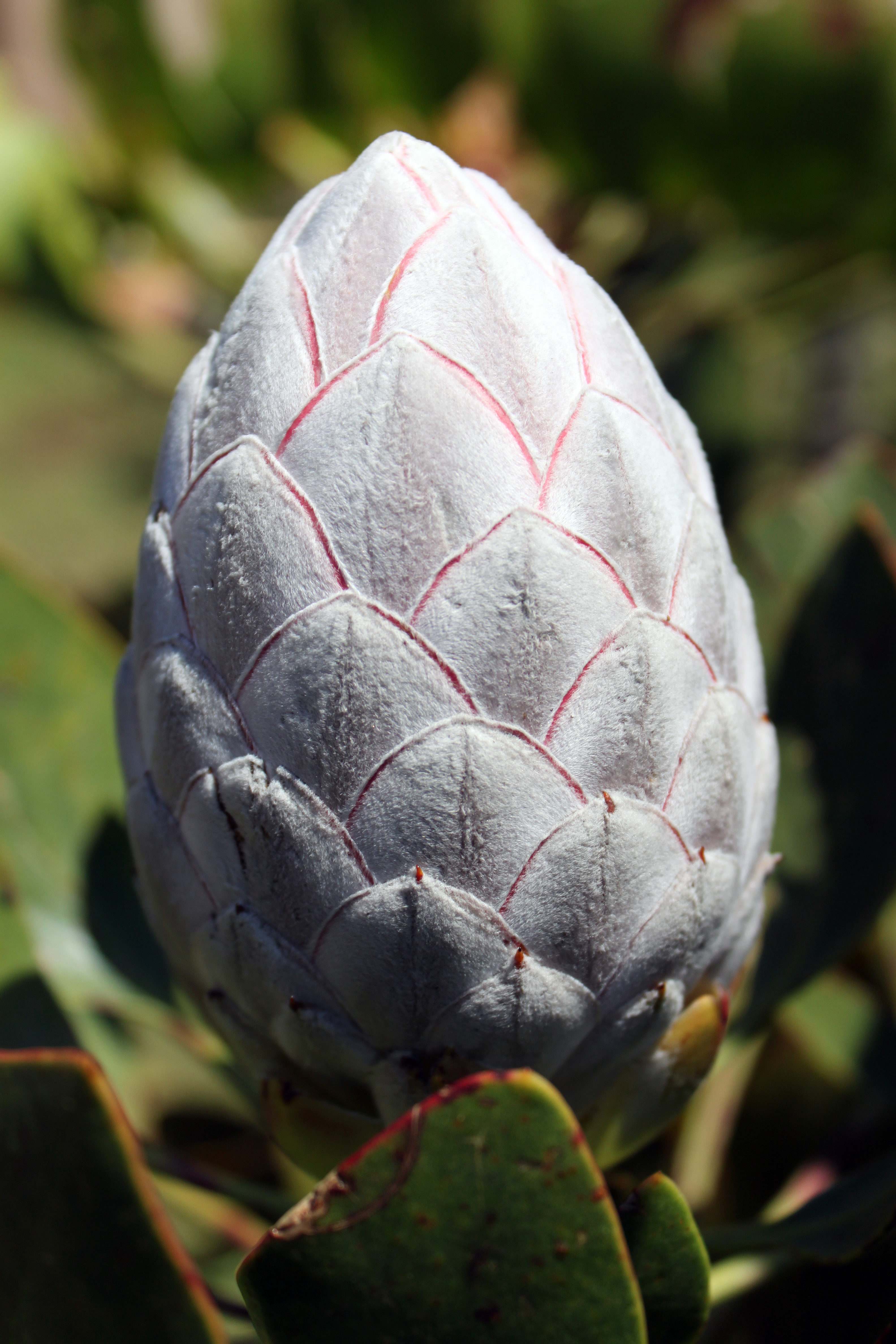
Pąk kwiatowy
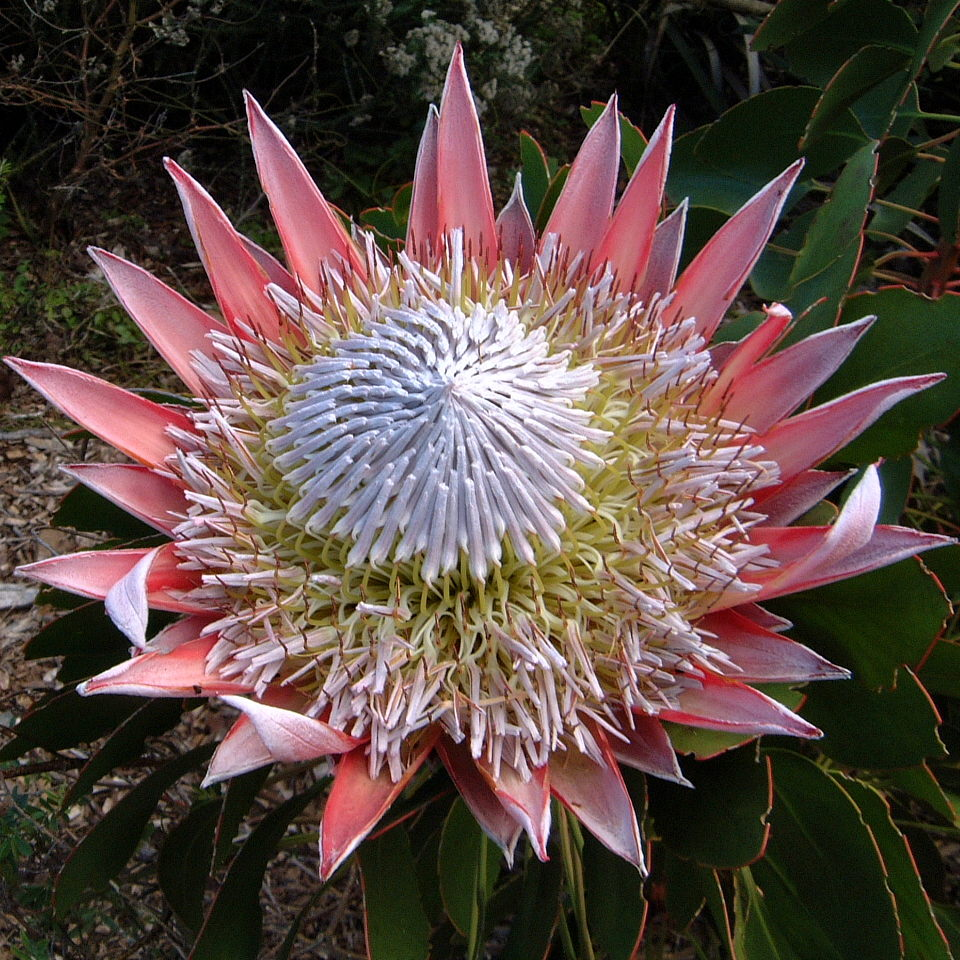
Kwiatostan

## Filatelistyka
Poczta Polska wyemitowała 15 maja 1968 r. znaczek pocztowy przedstawiający proteę królewską (opis na znaczku Protea cynaroides) o nominale 90 gr, w serii Kwiaty. Druk w technice offsetowej na papierze kredowym. Autorem projektu znaczka był Tadeusz Michaluk. Znaczek pozostawał w obiegu do 31 grudnia 1994 r.